# Jerzy Gorgoń
Jerzy Gorgoń (* 18. července 1949, Zabrze) je bývalý polský fotbalista, obránce.

## Fotbalová kariéra
V polské nejvyšší soutěži hrál za Górnik Zabrze. S Górnikem vyhrál dvakrát polskou ligu a pětkrát pohár. Dále hrál ve švýcarské lize za FC St. Gallen. V Poháru mistrů evropských zemí nastoupil v 6 utkáních a dal 1 gól, v Poháru vítězů pohárů nastoupil v 16 utkáních a v Poháru UEFA nastoupil v 6 utkáních. Za reprezentaci Polska nastoupil v letech 1970-1978 v 55 utkáních a dal 6 gólů. Byl členem polské reprezentace na Mistrovství světa ve fotbale 1974, kde Polsko získalo bronzové medaile za 3. místo, nastoupil v 7 utkáních a dal 1 gól, na Mistrovství světa ve fotbale 1978 nastoupil v 5 utkáních. V roce 1972 byl členem zlatého polského týmu na olympiádě 1976, nastoupil ve všech 7 utkáních a dal 2 góly. V roce 1976 byl členem stříbrného polského týmu na olympiádě 1976, nastoupil ve 4 utkáních.

## Ligová bilance
| Ročník                         | Zápasy | Góly | Klub          |
| ------------------------------ | ------ | ---- | ------------- |
| Ekstraklasa 1967/68            | 4      | 0    | Górnik Zabrze |
| Ekstraklasa 1968/69            | 18     | 1    | Górnik Zabrze |
| Ekstraklasa 1969/70            | 13     | 0    | Górnik Zabrze |
| Ekstraklasa 1970/71            | 21     | 1    | Górnik Zabrze |
| Ekstraklasa 1971/72            | 23     | 2    | Górnik Zabrze |
| Ekstraklasa 1972/73            | 24     | 0    | Górnik Zabrze |
| Ekstraklasa 1973/74            | 18     | 1    | Górnik Zabrze |
| Ekstraklasa 1974/75            | 22     | 3    | Górnik Zabrze |
| Ekstraklasa 1975/76            | 14     | 0    | Górnik Zabrze |
| Ekstraklasa 1976/77            | 15     | 3    | Górnik Zabrze |
| Ekstraklasa 1977/78            | 23     | 1    | Górnik Zabrze |
| I liga 1978/79                 | 16     | 4    | Górnik Zabrze |
| Ekstraklasa 1979/80            | 25     | 5    | Górnik Zabrze |
| Švýcarská Super League 1980/81 | 21     | 0    | FC St. Gallen |
| Švýcarská Super League 1981/82 | 28     | 2    | FC St. Gallen |
| Švýcarská Super League 1982/83 | 29     | 2    | FC St. Gallen |
| CELKEM 1. liga                 | 298    | 21   |               |